# Lufrei
Lufrei é uma povoação portuguesa sede da Freguesia de Lufrei do Município de Amarante, freguesia com 6,45 km² de área e 1594 habitantes (censo de 2021), tendo, por isso, uma densidade populacional de 247,1 hab./km².

## Toponímia
O nome «Lufrei» provém do latim tardio Villa Leodefredi, que significa «a herdade ou quinta de Leodefredo», sendo que Leodefredo terá sido o nome próprio de algum gardingo ou rico-homem que teria habitado no local onde se veio a formar a freguesia de Lufrei.

## Demografia
A população registada nos censos foi:
| Distribuição da População por Grupos Etários | Distribuição da População por Grupos Etários | Distribuição da População por Grupos Etários | Distribuição da População por Grupos Etários | Distribuição da População por Grupos Etários |
| -------------------------------------------- | -------------------------------------------- | -------------------------------------------- | -------------------------------------------- | -------------------------------------------- |
| Ano                                          | 0-14 Anos                                    | 15-24 Anos                                   | 25-64 Anos                                   | > 65 Anos                                    |
| 2001                                         | 354                                          | 284                                          | 897                                          | 264                                          |
| 2011                                         | 260                                          | 246                                          | 968                                          | 303                                          |
| 2021                                         | 177                                          | 181                                          | 892                                          | 344                                          |

## Galeria

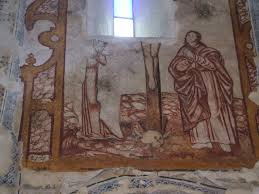

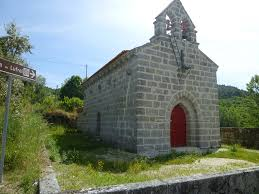

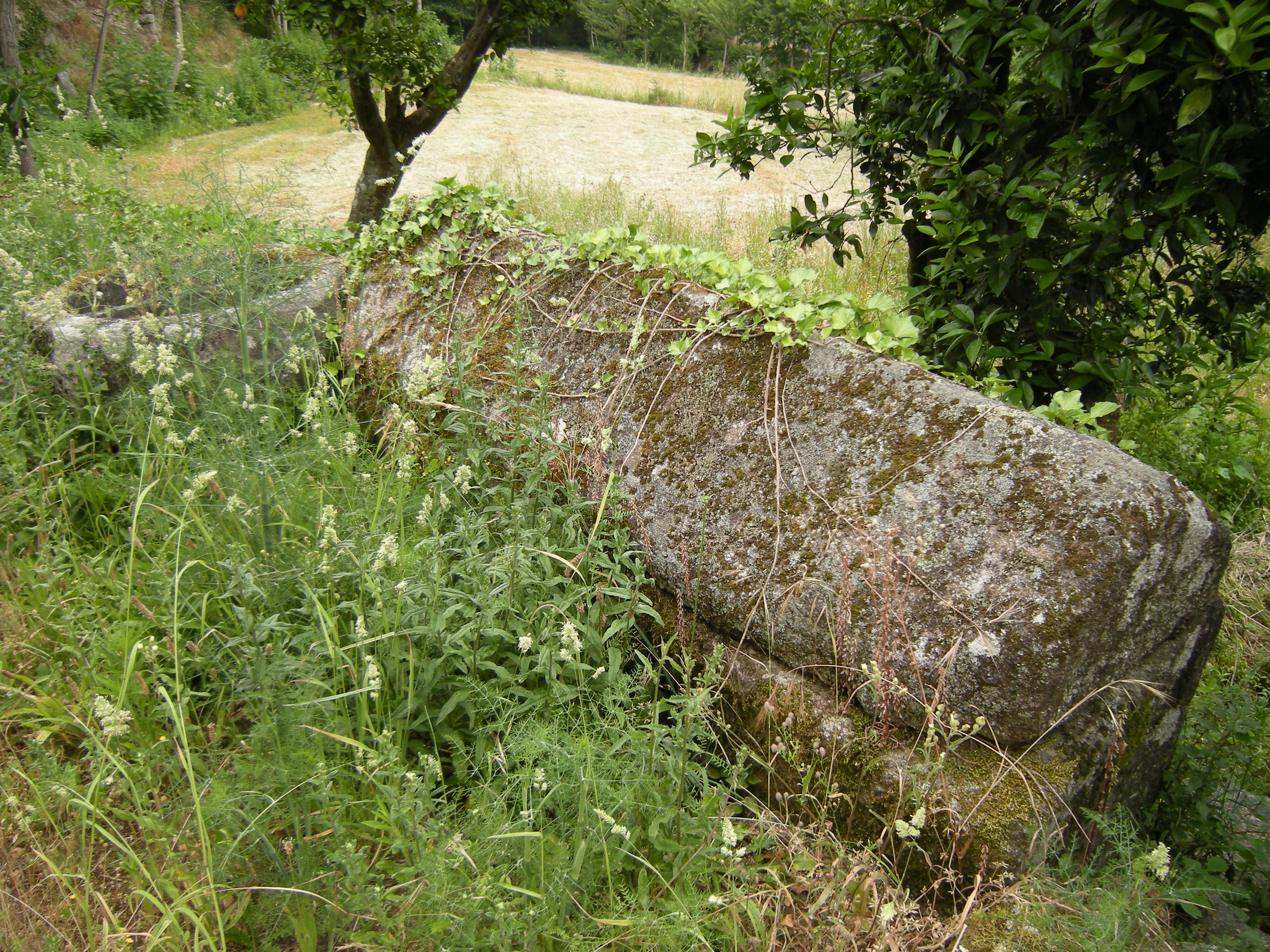
Igreja de São Salvador de Lufrei Túmulo

## Património
- Igreja do Salvador (Lufrei)